# Кубок Грузії з футболу 1996—1997
Кубок Грузії з футболу 1996–1997 — (також відомий як Кубок Давида Кіпіані) 7-й розіграш кубкового футбольного турніру у Грузії. Титул вшосте поспіль здобуло Динамо (Тбілісі).

## Перший раунд
| Команда 1            | Заг. | Команда 2                   | 1-й матч | 2-й матч |
| -------------------- | ---- | --------------------------- | -------- | -------- |
| Гурія                | 12:3 | Одіші-2 (Зугдіді) (2)       | 7:1      | 5:2      |
| Одіші (Зугдіді)      | 6:1  | Динамо-2 (Батумі) (2)       | 5:1      | 1:0      |
| Торпедо (Кутаїсі)    | 3:2  | Магароелі (2)               | 3:2      | 0:0      |
| Самтредіа            | 2:0  | Сулорі (Вані) (2)           | 1:0      | 1:0      |
| Самгуралі (Цхалтубо) | 5:1  | Імереті (Хоні) (2)          | 1:0      | 4:1      |
| Діла (Горі)          | 2:3  | Динамо-2 (Тбілісі) (2)      | 2:1      | 0:2      |
| Мерані-91            | 5:1  | Ширакі (Дедоплістскаро) (2) | 4:0      | 1:1      |
| Сіоні                | 3:2  | Армазі (Мцхета) (2)         | 2:0      | 1:2      |
| Металург (Руставі)   | 5:4  | Моркіналі (Тбілісі) (2)     | 2:1      | 3:3      |
| Іверія (Хашурі)      | 2:1  | Локомотив (Тбілісі) (2)     | 0:0      | 2:1      |
| Кахеті (Телаві)      | 3:6  | СКА (Тбілісі) (2)           | 2:2      | 1:4      |
| Шевардені-1906       | 9:3  | Цхінвалі (2)                | 5:1      | 4:2      |

## 1/8 фіналу
| Команда 1            | Заг. | Команда 2              | 1-й матч | 2-й матч |
| -------------------- | ---- | ---------------------- | -------- | -------- |
| Гурія                | 2:5  | Маргветі (Зестафоні)   | 1:2      | 1:3      |
| Динамо (Батумі)      | 4:1  | Торпедо (Кутаїсі)      | 4:0      | 0:1      |
| Самтредіа            | 1:7  | Колхеті-1913 (Поті)    | 0:2      | 1:5      |
| Самгуралі (Цхалтубо) | 1:7  | Одіші (Зугдіді)        | 0:2      | 1:5      |
| Динамо (Тбілісі)     | 10:1 | Динамо-2 (Тбілісі) (2) | 5:0      | 5:1      |
| Сіоні                | 5:2  | СКА (Тбілісі) (2)      | 3:1      | 2:1      |
| Металург (Руставі)   | 0:4  | Мерані-91              | 0:1      | 0:3      |
| Іверія (Хашурі)      | 1:2  | Шевардені-1906         | 0:0      | 1:2      |

## 1/4 фіналу
| Команда 1         | Заг. | Команда 2            | 1-й матч | 2-й матч |
| ----------------- | ---- | -------------------- | -------- | -------- |
| 5/10 березня 1997 |      |                      |          |          |
| Одіші (Зугдіді)   | 7:3  | Маргветі (Зестафоні) | 6:1      | 1:2      |
| Динамо (Батумі)   | 3:1  | Колхеті-1913 (Поті)  | 3:1      | 0:0      |
| Сіоні             | 0:8  | Динамо (Тбілісі)     | 0:6      | 0:2      |
| Мерані-91         | 5:3  | Шевардені-1906       | 1:1      | 4:2      |

## 1/2 фіналу
| Команда 1         | Заг. | Команда 2       | 1-й матч | 2-й матч |
| ----------------- | ---- | --------------- | -------- | -------- |
| 12/19 квітня 1997 |      |                 |          |          |
| Динамо (Батумі)   | 6:1  | Одіші (Зугдіді) | 3:1      | 3:0      |
| Динамо (Тбілісі)  | 5:0  | Мерані-91       | 2:0      | 3:0      |

## Фінал
| 26 травня 1997 |

| Динамо (Тбілісі) | 1:0      | Динамо (Батумі) |
| ---------------- | -------- | --------------- |
| Деметрадзе 31'   | Протокол |                 |

| Динамо Арена імені Бориса Пайчадзе, Тбілісі Глядачів: 10 000 Арбітр: Серго Кварацхелія |